# Прато-Карнико
Прато-Карнико (итал. Prato Carnico) —  коммуна в Италии, располагается в регионе Фриули-Венеция-Джулия, в провинции Удине.
Население составляет 980 человек (2008 г.), плотность населения составляет 13 чел./км². Занимает площадь 81 км². Почтовый индекс — 33020. Телефонный код — 0433.
Покровителем коммуны почитается святой Канциан.

## Демография
Динамика населения:

## Администрация коммуны
- Официальный сайт: http://www.comune.prato-carnico.ud.it/ Архивная копия от 4 сентября 2009 на Wayback Machine